# هريسة (المخادر)

تعديل مصدري - تعديل

هريسة هي إحدى قرى عزلة جبل عقد بمديرية المخادر التابعة لمحافظة إب، بلغ تعداد سكانها 1330 نسمة حسب تعداد اليمن لعام 2004.